# هاویلا شیپینگ
هاویلا شیپینگ (انگلیسی: Havila Shipping) شرکت کشتیرانی نروژی است، که در سال ۲۰۰۳ تأسیس شد.